# PC-8801

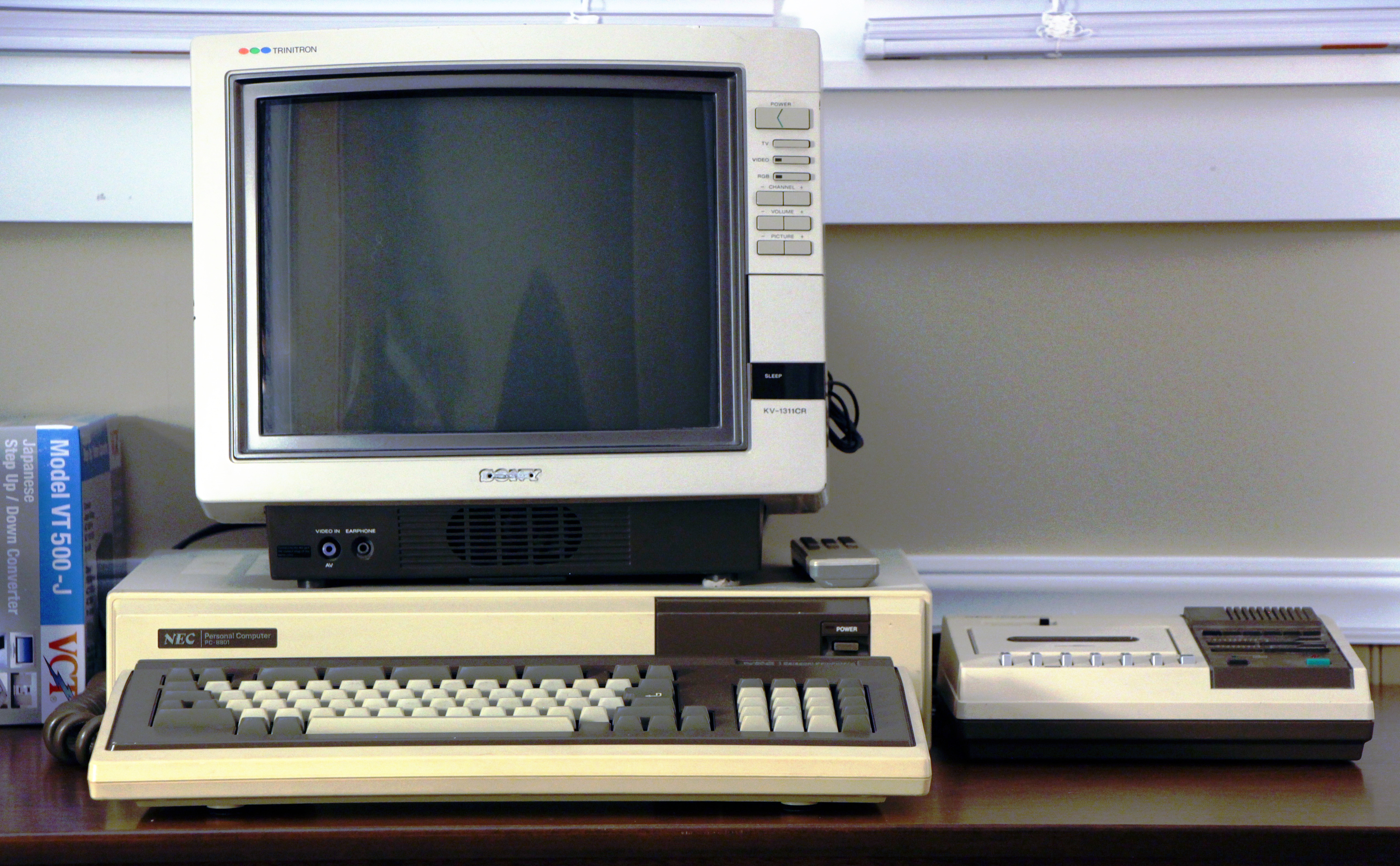
PC-8801

PC-8801 (nebo zkráceně PC–88) je domácí počítač založený na procesoru Zilog Z80 vyvinutý společností Nippon Electric Company (NEC) v roce 1981 v Japonsku, kde se stal velmi populární.
Americká pobočka NEC, NEC Home Electronics (USA) prodávala různé varianty PC–88 i v USA.